# Штаммлер, Рудольф
Карл Эдвард Юлий Теодор Рудольф Штаммлер (нем. Karl Eduard Julius Theodor Rudolf Stammler; 19 февраля 1856[…], Альсфельд, Гессен — 25 апреля 1938[…], Вернигероде, Саксония-Анхальт) — немецкий юрист, философ права, экономист и педагог, виднейший представитель школы так называемого «возрождённого естественного права»; профессор гражданского права; доктор права.

## Биография
Рудольф Штаммлер родился 19 февраля 1856 года в немецком городе Альсфельде. По отцовской линии его предки были юристами на протяжении трёх поколений, что несомненно повлияло на решение юноши стать юристом. Штаммлер изучал право в Лейпцигском университете, затем в Университете Гиссена. Его докторская диссертация была отмечена премией, а в 1876 году он получил научную степень доктора права.
Практический опыт работы Р. Штаммлер приобрёл в различных судах земли Гессен, последним из которых был суд Лейпцига в 1880 году.
Затем Штаммлер преподавал в университетах Марбурга (1882—1882), Гиссена (1884—1885), Галле (1885—1916) и Берлина (1916—1823; сменив Йозефа Колера).
Первые работы Штаммлера посвящены частным вопросам уголовного и гражданского права («Darstellung der Strafrechtlichen Bedeutung des Notstandes unter Berücksichtigung der Quellen des früheren gemeinen Rechts und der modernen Gesetzgebungen», 1878; «Die Niessbrauch an Forderungen», 1880).
Во вступительной лекции, прочитанной Рудольфом Штаммлером в Гиссене («Die Behandlung des Röm. Rechts in dem juristischen Studium», Фрейбург, 1885), он решительно восстает против общепринятой системы юридического образования, построенной на изучении римских пандектов, и доказывает необходимость перенесения центра тяжести преподавания в современное право, чтобы при его исследовании научиться понимать и решать важные юридические задачи современности и таким образом уничтожить «пропасть, отделяющую право школьное от права жизненного».
О направлении и характере собственного университетского преподавания Штаммлера свидетельствуют выпущенные им сборники казусов, имеющие задачей научить юристов юридическим понятиям путем ознакомления с жизненными вопросами, подлежащими юридической нормировке («Practische Pandecten-Uebungen für Anfänger», с предисловием, поясняющим метод автора и задачи практических упражнений в университетах; «Practische Institutionen-Uebungen für Anfänger z. akademischen Gebrauch und Selbststudium»; «Uebungen im bürgeri. Recht»; «Aufgaben aus dem Röm. Recht» и другие).
В брошюре: «Ueber die Methode der geschichtlichen Rechtstheorie» (1888) Штаммлер доказывает несостоятельность основных методических приемов представителей немецкой «исторической школы» и подчеркивает необходимость внесения в изучение права элемента философского, «естественно-правовой» точки зрения. Книга Штаммлера «Wirtschaft und Recht nach der materialistischen Geschichtsauffassung», изданная в Лейпциге в 1896 году, сразу обратила на себя всеобщее внимание. Некоторые критики поспешили поставить ее рядом с «Критикой чистого разума» Канта, духом которого действительно проникнуто сочинение Штаммлера.
Усматривая объект социальной философии в познании закономерности социальной жизни людей, как таковой, Штаммлер думает, что задачей современной социальной философии является, прежде всего, установление тех общих условий познания, при наличии которых только и возможно истинное понимание социальных явлений. Обращаясь, с этой точки зрения, к теории материалистического понимания истории, которую автор, дающий в первой части своей книги основанное на всестороннем её изучении и чуждое обычных в литературе ошибок изложение этой теории, ставит решительно выше всех других опытов философского освещения социальных явлений и считает единственной верной концепцией хода исторического развития человеческого общества — Штаммлер видит коренной ее недостаток, с точки зрения принятого им «познавательно-критического метода», в неустановленности и непродуманности основных исходных понятий, на которых она покоится.
Понятия экономического явления, хозяйства, способов производства и другие совершенно неясны, причем чисто техническое их значение постоянно смешивается с социально-философским. Вследствие этого остается совершенно неоцененным в своем влиянии на познание закономерности социальных явлений тот основной факт, что эти явления, как социальные, предполагают уже с самого начала существование основного условия — наличности сознательного, целесообразного взаимодействия лиц, входящих в экономические отношения ради удовлетворения своих потребностей. Последние могут быть удовлетворены и в одиноком состоянии людей, но с точки зрения социальной науки хозяйство, способы производства и т. д. рассматриваются как социальные факты, то есть как явления, происходящие в целесообразно и сознательно организованном общежитии. Наличность определенным образом организованного, то есть регулируемого определенными нормами, юридическими или конвенциональными (у Штаммлера построена целая теория тех и других норм), общежития — вот, по Штаммлеру, основной факт, совершенно изменяющий представление об отношении права и хозяйства в нашем теоретическом познании. Хозяйство и все хозяйственные явления — прежде всего определенным образом регулированная и целесообразно направленная совместная деятельность людей, живущих в обществе. С этой точки зрения право есть та неизбежная и первоначальная категория, без которой немыслимо и само понятие социального хозяйства.

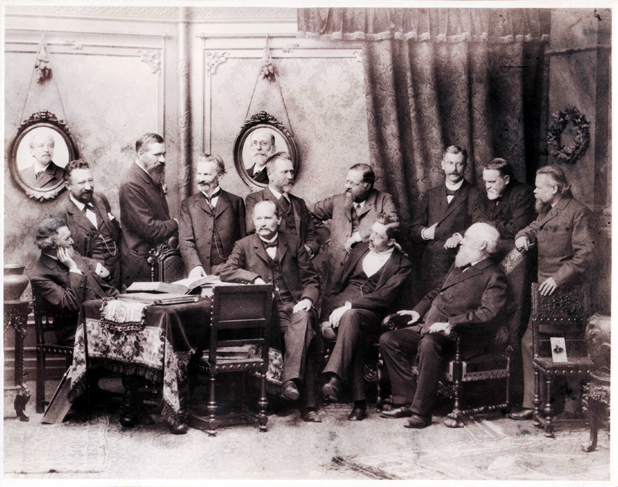
Штаммлер с коллегами; 1902 год

Входя в дальнейший анализ понятий права и хозяйства, Штаммлер характеризует последнее как материю, первое — как форму социальной жизни, указывая этим на тесную и неразрывную связь между обоими понятиями, которые немыслимы одно без другого, как отвлекаемые нашим разумом стороны одного и того же явления — социальной жизни людей. Достигая таким путем монистического понимания социальных явлений, Штаммлер делает и дальнейший вывод, состоящий в том, что понятие закономерности в социальной жизни возможно лишь по отношению к форме, а не к материи; а так как существо формы состоит в сознательном регулировании поведения людей при хозяйственной деятельности, то во главе формально-юридического изучения должно стоять понятие не причины, а цели. Закономерным социальное явление считается именно тогда, когда в нем наблюдается выбор правильных средств к определенно обоснованной и установленной цели. Установление целей и выбор средств — дело свободной личности, которая, таким образом, снова выступает на первый план в социально-философском изучении, возвращая нас от материалистической идеи необходимости к идеалистической идее свободы. Для изучения и понимания права, а также для законодательно-политической деятельности в области социальных явлений Штаммлер придает этому выводу решающее значение. Содержание материи социальной жизни изменчиво и не может быть установлено определенно раз и навсегда. В стремлении к этому установлению была коренная ошибка старого естественного права. Все отдельные, конкретные цели, которые ставятся в социальной жизни людей, конечны и условны: они вырастают из конкретных отношений и исчезают вместе с ними. Общественный строй не может и не должен быть построен на этих видоизменяющихся целях. Задачей общественной организации является построение такого человеческого общежития, которое характеризовалось бы постоянно сознательным выбором правильных средств достижения надлежащей цели, то есть создания личности достойного положения в обществе. Отсюда идеальное требование, предъявляемое к праву в каждом общежитии, — требование, чтобы право было справедливым для всех при данных условиях общежития или правильным правом. Это правильное право Штаммлер и называет новым естественным правом, или естественным правом с изменяющимся содержанием, — выражение, получившее широкое распространение и ставшее лозунгом новой школы правоведения. В отличие от некоторых русских представителей этой школы (например, Новгородцева), Штаммлер резко отличает свое естественное право от этики или «критики существующих учреждений со стороны нравственного сознания». Понятие моральности противопоставляется Штаммлером понятию легальности. Под правильным или естественным правом он подразумевает «совокупность положений, представляющих право теоретически верное при данных эмпирически отношениях».
Дальнейшему выяснению этого понятия посвящено следующее сочинение Рудольфа Штаммлера: «Die Lehre von dem richtigen Rechte» (Берлин, 1902), не удовлетворившее его приверженцев. Здесь автор выясняет отношение правильного права ко всем так или иначе сходным с ним явлениям, определяет различный смысл слова «естественный» и иллюстрирует своё понимание правильного права гораздо более отрицательным путём, в общих и неопределенных указаниях.
Другие сочинения Штаммлера, посвященные исследованиям в области гражданского права, отличаются ясным представлением целей юридических норм и установлением их связи с теми жизненными отношениями, которые они регулируют, хотя сам Штаммлер защитник формально-логического изучения права, независимого от политических или нравственных тенденций. В этом отношении наиболее интересен труд учёного под заглавием: «Das Recht der Schuldverhältnisse in seinen allgemeinen Lehren» (1897) и ряд статей в «Handbuch der Staatswissenschaften» Конрада, а также брошюры: «Die Bedeutung des deutschen bürgerlichen Gesetzbuches für den Fortschrift der Kultur» (1900); «Sociale Gedanken im bürgerlichen Gesetzbuch» (1900); «Die Einrede aus dem Rechte eines Dritten» (1900) и «Theorie des Anarchismus» (1894).
Карл Эдвард Юлий Теодор Рудольф Штаммлер умер 25 апреля 1938 года в городе Вернигероде в возрасте 82 лет. Его сын, Вольфганг Штаммлер (1886—1965), нарушил семейную юридическую династию и стал профессором немецкой литературы.